# Antonin Guillermain
Pour les articles homonymes, voir Guillermain.
Antonin Guillermain (né le 1er janvier 1861 à Lyon et mort le 14 juillet 1896 à Kisubi) est un missionnaire catholique français du XIXe siècle qui fut le premier vicaire apostolique du Nyanza septentrional dans ce qui est maintenant l'Ouganda, de janvier 1895 à sa mort en juillet 1896. Il appartenait à la Société des missionnaires d'Afrique fondée par Mgr Lavigerie en 1868.

## Biographie
Antonin Guillermain naît à Lyon en janvier 1861, ville de l'œuvre de la Propagation de la Foi fondée par Pauline Jaricot. Il devient novice chez les Pères blancs le 3 septembre 1883 et est ordonné prêtre le 23 septembre 1887. Il est nommé secrétaire particulier du cardinal Lavigerie, puis il est envoyé en mission en Afrique centrale.

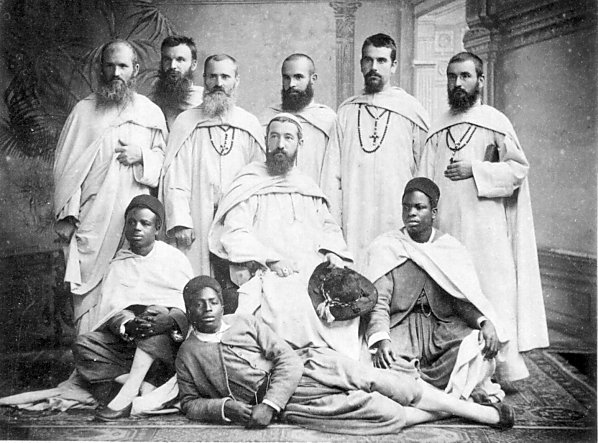
Caravane de 1888 : Antonin Guillermain est debout à l'extrême droite à côté du Père August Schynse ; assis Mgr Bridoux.

Il quitte Marseille le 17 juillet 1888 à destination de Zanzibar avec ses confrères Léonce Bridoux (destiné au Tanganyika) et cinq autres Pères blancs. Le Père Guillermain reste un temps assigné à Zanzibar où il remplace un missionnaire nommé au Nyanza.
En septembre 1890, il est lui-même nommé au Nyanza et affecté à la mission de Rubaga, près de Kampala. Il est brièvement tenu prisonnier pendant le conflit de 1892 qui oppose les convertis des anglicans et ceux des catholiques.
Il fonde en mai 1892, avec deux autres missionnaires, la mission de Notre-Dame-de-l'Équateur à Buddu (en), en face de la grande île de Sessé qui se trouve au nord du lac Victoria. Ensuite, il retourne à Rubaga.
Le vicariat apostolique du Victoria Nyanza est divisé en trois parties en 1894. Mgr Hirth est nommé vicaire apostolique au Nyanza méridional (sous influence allemande), les missionnaires de Mill Hill prennent la partie orientale intitulée le vicariat apostolique du Haut-Nil, et Antonin Guillermain est nommé vicaire apostolique de la partie septentrionale appelée vicariat apostolique du Victoria Nyanza septentrional. Il est en effet nommé le 12 janvier 1895 évêque titulaire (in partibus) de Thabraca (de) et vicaire apostolique du Nyanza septentrional. Il est consacré le 28 octobre suivant à Rubaga par Mgr Hanlon, nouveau vicaire apostolique du Haut-Nil, à peine arrivé.
Il quitte donc le séminaire de Rubaga pour s'installer à Kisubi au bord du lac Victoria.
Il meurt le 14 juillet 1896 foudroyé par une fièvre hémorrhagique virale, à l'âge de trente-cinq ans.
Henri Streicher lui succède l'année suivante.

## Source
- (en) Cet article est partiellement ou en totalité issu de l’article de Wikipédia en anglais intitulé « Antonin Guillermain » (voir la liste des auteurs).